# Campionato americano femminile di pallacanestro 2021
Il 16º Campionato americano femminile di pallacanestro FIBA (noto anche come FIBA Women's AmeriCup 2021) si è svolto dall'11 al 19 giugno 2021 a San Juan, a Porto Rico.
L'Argentina è stata squalificata dopo che molti membri della delegazione sono stati trovati positivi al COVID-19. Le due partite disputate sono state annullate e le rimanenti decise a tavolino.

## Classifica finale
| Campione d'America | Campione d'America      | Campione d'America |
| --- | ----------------------- | --- |
| Stati Uniti4 Henderson, 5 Owusu, 6 Burton, 7 Brown-Turner, 8 Berger, 10 Jones, 11 Hillmon, 12 Miller, 13 Howard, 14 Boston, 15 Prince, 16 Cunane, All. Dawn Staley |                         | |
| Argento | Porto Rico              | Porto Rico0 O'Neill, 1 Meléndez, 5 Rosado, 9 Gibson, 10 Stinson, 12 Salamán, 24 Gwathmey, 25 Quiñones, 28 Lozada-Cabbage, 33 Pagán, 55 Benítez, 91 González, All. Jerry Batista |
| Bronzo | Brasile                 | Brasile0 Kamilla, 4 Nany, 5 Rapha Monteiro, 6 Tássia, 7 Patty, 8 Tainá, 11 Clarissa, 14 Érika, 18 Débora, 23 Alana, 26 Thayná, 97 Mari Dias, All. José Neto                     |
| 4. | Canada                  | Canada1 Pellington, 2 Konig, 3 Russell, 4 Hill, 7 Raincock-Ekunwe, 9 Ayim, 12 Weisner, 13 Colley, 14 Alexander, 15 Amihere, 21 Fields, 24 Edwards, All. Lisa Thomaidis          |
| 5. | Colombia                | Colombia4 Ríos, 6 Paz, 7 Caicedo, 8 López, 9 Palacio, 10 Martínez, 11 Arias, 14 Venté, 15 Mosquera, 16 Asprilla, 19 González, All. Luis Cuenca                                  |
| 6. | Venezuela               | Venezuela1 Chile, 2 Rivera, 6 Corrales, 7 Zapata, 9 Wallen, 10 Arias, 11 Polanco, 12 Veliz, 14 Pérez, 15 Marcano, 22 Fajardo, 24 Díaz, All. Eduardo Pinto                       |
| 7. | Rep. Dominicana         | Rep. Dominicana4 Zapata, 5 Morton, 6 Rojas, 7 Evangelista, 10 Arias, 11 Soto, 12 Jones, 13 Reynoso, 15 Monsac, 21 Colomé, 23 Abreu, All. Ariel Portuondo                        |
| 8. | Isole Vergini Americane | Isole Vergini Americane0 Barry, 4 Williams, 5 Jones, 6 Francis, 7 Tate, 8 Matthew, 10 Bough, 11 Day, 12 George, 13 Ngongba, 14 Boston, 22 Richards, All. Tajama Ngongba         |
| 9. | El Salvador             | El Salvador1 Noyola, 3 Hernández, 4 Cubías, 5 Sosa, 7 Alvarado, 9 Vega, 10 Murcia, 12 Calderón, 14 Funes, 22 Villalobos, 24 Tévez, 77 Méndez, All. José Santana                 |
| 10. | Argentina               | Argentina4 Rosset, 5 García, 6 Llorente, 7 Cabrera, 8 Boquete, 10 Burani, 11 Gretter, 20 Suárez, 23 Gauna, 24 Castro, 27 Mungo, 29 Ale, All. Gregorio Martínez                  |